# Клан Генні

Нашоломник клану Генні.

Герб вождів клану Генні.

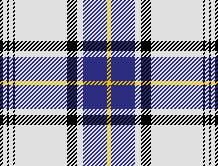
Тартан клану Генні.

Клан Генні (шотл. - Clan Hannay, гельск. - Clan Ahannay, Clan O'Hannaidh, Clan Ap Shenaeigh) - клан Аханнай, клан О’Ханнай, клан Ап Хеней - один з кланів рівнинної частини Шотландії - Лоулендсу.
Гасло клану: Per ardua ad alta - Через труднощі до неба (лат.)
Символ клану: барвінок малий
Вождь клану: доктор Девід Р. Генні
Історична резиденція вождів клану: Замок Сорбі-тауер
Ворожі клани: Маррей, Кеннеді, Данбар

## Історія клану Генні

### Походження клану Генні
Клан Генні має кельтське походження і походить з давнього князівства Галловей. У давні часи клан називався Аханнай, О’Ханнай, Ап Хеней, Ап Шинейга - «сини Шинейги». Походження цих назв лишається невідомим. Давніми володарями замку Сорбі-тауер був могутній клан Віпонт - лорди Вестморленд, що отримали ці землі і замок у 1185 році. Історичні документи того часу мовчать, але скоріше всього замок і землі Сорбі перейшли до клану Генні в результаті шлюбу. Першим відомим історикам вождем клану Генні був Гілберт де Ганнехе з графства Вігтаун.

### XIII - XIV століття
Наприкінці XIII століття користуючись тим, що трон Шотландії виявився вакантним король Англії Едвард І Довгоногий захопив Шотландію і змусив у 1296 році вождів шотландських кланів присягнути йому на вірність і підписати відповідний документ - «Рагман роллс». У цьому документі є ім’я вождя клану Генні - Гілберта де Ганнехе. Імовірно, це той самий Гілберт, що придбав землі Сорбі. Надалі вожді клану Генні з підозрою поставились до претензій Роберта Брюса на трон Шотландії і підтримали Джона Балліоля - ставленика короля Англії. Це пояснюється ще й тим. що Балліоль походив з кельтських князів Галловею через свою матір - леді Деворгіллу. Але у 1308 році вожді клану Генні були змушені визнати владу Роберта Брюса, що, зрештою, врятувало клан від переслідувань з боку майбутнього короля. Клан Генні підпорядкувався Едуарду Брюсу - брату майбутнього короля Шотландії, що на той час звільнив від англійців Галловей. 

### XV - XVI століття
У XV - XVI століттях клан Генні поширив свій вплив і владу на землях Сорбі, розбудував замок Сорбі, що став резиденцією вождя клану Генні і був нею до кінця XVII століття. Клан відзначився у битвах під Сочіберн та Флодден, брав участь у паломництві короля Шотландії Якова IV до Вайтхорну - в обитель святого Нініана. 

### XVII століття
На початку XVII століття клан Генні перебував у смертельній ворожнечі з кланом Маррей Браутон та з кланами Кеннеді та Данбар. Результатом цієї ворожнечі, що переросла у війну між кланами було те, що клан Генні був оголошений поза законом у 1600 році. У результаті цього люди клану Генні змушені були покинути Шотландію і переселитися до Ірландії - в Ольстер. І досі клан Генні є чисельним в Ірландії в графствах Антрім, Даун, Арма. 
Патрік Генні зробив блискучу військову кар'єру, служив королеві Єлизаветі Богемській - дочці короля Шотландії Якова VI та сестрі короля Англії та Шотландії Карла I. Після смерті королеви Анни, що була дружиною короля Шотландії Джеймса VI у 1619 році Патрік Генні склав два панегірики. На його власну смерть було опубліковано чимало панегіриків, в одному з яких було сказано: «Ступайте сповнені сили, жоден з клану Генні не зміг досі діяти так блискуче.»
Одним з найвідоміших чоловіків з клану Генні був Джеймс Генні, декан церкви святого Гіла в Единбурзі і став відомий завдяки інциденту з Дженні Ґеддес. Під час цього інциденту у 1637 році декан почав служити літургію, яка була такою ж як і в англіканській церкві. Це обурило прихильників шотландської пресвітеріанської протестантської церкви, вони ввірвались на богослужіння на чолі з Дженні Геддес з криками: «Ти злодій, чому твоя меса долетіла до моїх вух?» і почали кидатися стільцями. Інцидент перетворився в повномасштабний бунт, що був подавлений владою міста Единбург. Але цей бунт став першим бунтом часів громадянської війни на Британських островах. 
Сер Роберт Генні Мохрун отримав титул баронета Нової Шотландії в 1630 році. Виникли нові гілки клану Генні - Генні Греннан, Генні Кнок, Генні Ґаррі, Генні Кінгсмуйр. 

### Сучасна історія клану Генні
У 1582 році Олександр Генні - молодший син вождя клану Генні Сорбі купив землі Кіркдейл, що в Стевартрі Керкурбі. Його син - Джон Генні Кіркдалеху отримав герб, що і нині є гербом вождів клану Генні. 
Молодший син вождя клану Генні Кіркдейл - Олександр Генні був професійним військовим, адміністратором і авантюристом. Він накопичив значний капітал у XVIII столітті в Індії, дослужившись до звання полковника. Його старший брат - сер Семюель Генні Кіркдейл успадкував титул і маєтки свого родича - сера Роберта Генні Мохрун, баронета. Наступний баронет Генні - сер Семюель Генні пішов на службу до Габсбургів і побудував потім собі особняк на землях клану. Саме цей особняк дарував натхнення Вальтеру Скотту для написання роману «Гай Маннерінг». Сер Семюель помер в 1841 році і маєток перейшов до його сестри Марії Генні, а від неї до його племінника - Вільяма Рансфорда Генні, від якого походить нинішня лінія вождів клану. 

## Замки клану Генні
У 1965 році замок клану Генні - Сорбі-тауер перебував у руїнах, але був зареєстрований як об’єкт культурної спадщини Шотландії і почались відновлювальні роботи. Помістя Кінгсмуйр, що біля Крейлу в Файфі - резиденція вождів гілки Генні Кінгсмуйр.